# 李泰河
李 泰河（り ては、2003年1月16日 - ）は、大阪府出身のプロサッカー選手。Jリーグ・ロアッソ熊本所属。ポジションはディフェンダー（DF）。

## 略歴
大阪府出身で、北朝鮮代表になること、同胞とサッカーをすることを目指して朝鮮大学校に入学した。
2023年には、杭州アジア大会のU-23北朝鮮代表にも選ばれ、ベスト8入りに貢献した。
2024年12月8日、2025年シーズンからのロアッソ熊本加入内定が発表された。

## 所属クラブ
- FCクライフ
- セレッソ大阪西U-15
- 履正社高等学校
- 朝鮮大学校
- 2025年 -  ロアッソ熊本

## 個人成績
| 国内大会個人成績 | 国内大会個人成績 | 国内大会個人成績 | 国内大会個人成績 | 国内大会個人成績               | 国内大会個人成績 | 国内大会個人成績 | 国内大会個人成績 | 国内大会個人成績 | 国内大会個人成績 | 国内大会個人成績 | 国内大会個人成績 |
| 年度             | クラブ           | 背番号           | リーグ           | リーグ戦                       | リーグ戦         | リーグ杯         | リーグ杯         | オープン杯       | オープン杯       | 期間通算         | 期間通算         |
| 年度             | クラブ           | 背番号           | リーグ           | 出場                           | 得点             | 出場             | 得点             | 出場             | 得点             | 出場             | 得点             |
| 日本             | 日本             | 日本             | 日本             | リーグ戦                       | リーグ戦         | リーグ杯         | リーグ杯         | 天皇杯           | 天皇杯           | 期間通算         | 期間通算         |
| ---------------- | ---------------- | ---------------- | ---------------- | ------------------------------ | ---------------- | ---------------- | ---------------- | ---------------- | ---------------- | ---------------- | ---------------- |
| 2025             | 熊本             | 24               | J2               |                                |                  |                  |                  |                  |                  |                  |                  |
| 通算             | 日本             | 日本             | J2               | \|\|\|\|\|\|\|\|\|\|\|\|\|\|\| |                  |                  |                  |                  |                  |                  |                  |
| 総通算           | 総通算           | 総通算           | 総通算           | \|\|\|\|\|\|\|\|\|\|\|\|\|\|   |                  |                  |                  |                  |                  |                  |                  |

出場歴
- Jリーグ初出場 - 2025年3年2日 J2第3節 RB大宮アルディージャ戦 (えがお健康スタジアム)

## 代表歴
U-23朝鮮民主主義人民共和国代表
- 杭州アジア大会